# Kalaat Senam

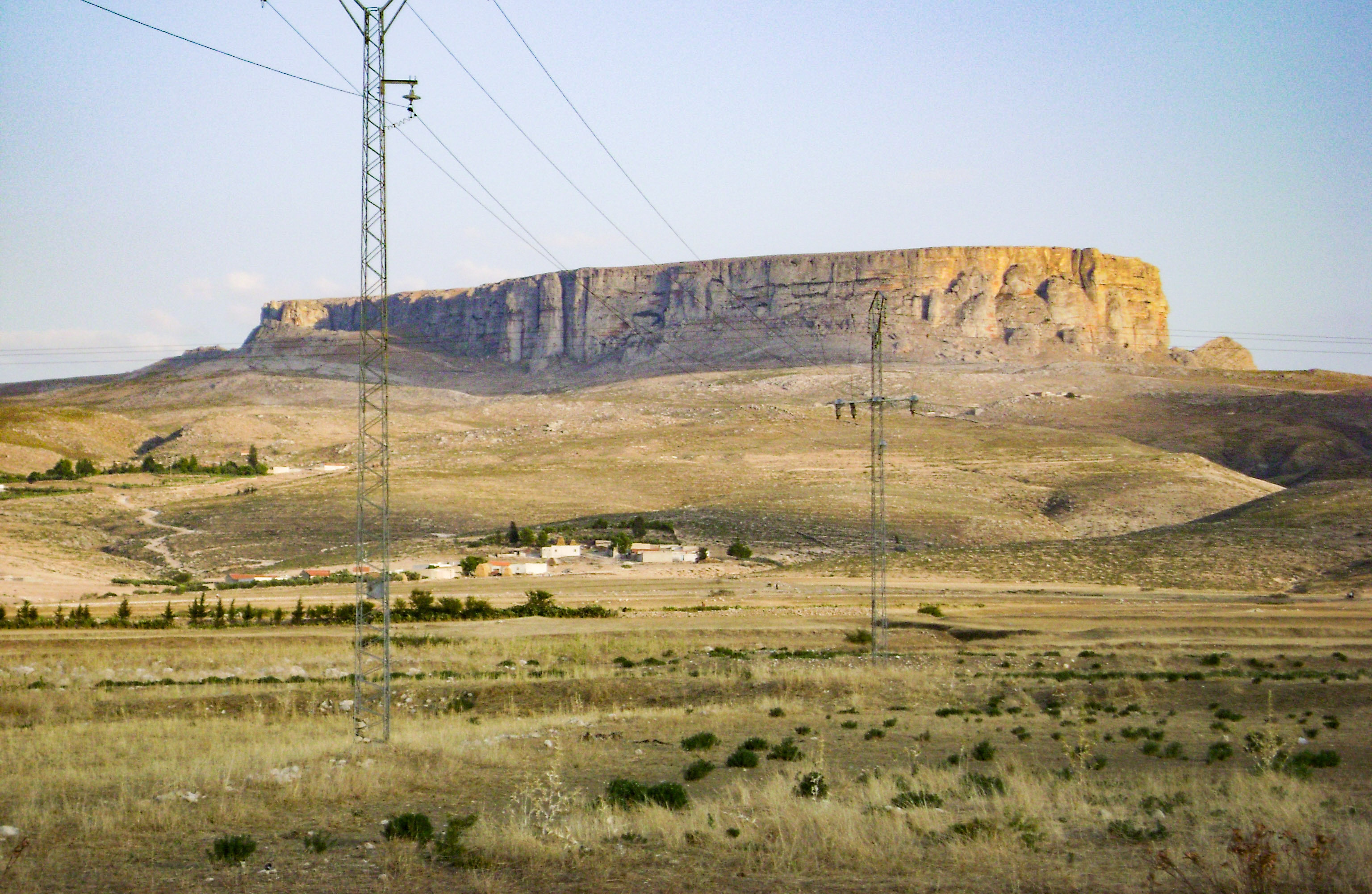
Mesa de Jugurta

Kalaat es Senam, Kalaat Senan, o Kalâat  Snan en (árabe tunecino: قلعة سنان) es una ciudad en Túnez occidental en la Gobernación de Al-Kāf.  Es el centro administrativo  de la Delegación de  Kalaat Senan y tenía  15,621 habitantes ( en el censo de 2014).  La ciudad es una ciudad comercial para la agricultura de la zona, donde se cultiva trigo y avena y  pasta el ganado vacuno y ovino.
El topónimo Kalaat  Senam  se debe a la fortaleza cercana  (qalat)  construida sobre   Mesa de Jugurta] (una mesa). 